# Prabhat Ranjan Sarkar
Prabhat Ranjan Sarkar (1921-1990) foi um filósofo indiano. Criou a PROUT (teoria de utilização progressiva).
É considerado um dos grandes filósofos modernos da Índia.